# ميك تيت
ميك تيت (بالإنجليزية: Mick Tait)‏ هو لاعب كرة قدم ومدرب كرة قدم بريطاني في مركز الوسط، ولد في 30 سبتمبر 1956 في Wallsend ‏ في المملكة المتحدة. لعب مع أكسفورد يونايتد ودارلينجتون إف سى ونادي بورتسموث ونادي ريدنغ ونادي كارلايل يونايتد ونادي هارتلبول يونايتد وهال سيتي.

## وصلات خارجية
- ميك تيت على موقع قاعدة بيانات كرة القدم.إي يو (الإنجليزية)
- ميك تيت على موقع Soccerbase.com (لاعب) (الإنجليزية)
- ميك تيت على موقع Soccerbase.com (مدرب) (الإنجليزية)
- ميك تيت على موقع عالم كرة القدم.نت (الإنجليزية)